# Izatha notodoxa
Izatha notodoxa là một loài bướm đêm thuộc họ Oecophoridae. Nó là loài đặc hữu của New Zealand, ở đó nó được tìm thấy ở miền bắc South Island.
Sải cánh dài 19–23 mm đối với con đực và 22–23 mm đối với con cái. Con trưởng thành bay vào tháng 10, tháng 11 and tháng 1.